# Hololepta attenuata
Hololepta attenuata är en skalbaggsart som beskrevs av Blanchard 1843. Hololepta attenuata ingår i släktet Hololepta och familjen stumpbaggar. Inga underarter finns listade i Catalogue of Life.